# MLB All-Star Game 1959 (drugi mecz)
MLB All-Star Game 1959 – 27. Mecz Gwiazd ligi MLB, drugi All-Star Game sezonu 1959, który rozegrano 3 sierpnia 1959 roku na stadionie Memorial Coliseum w Los Angeles. Mecz zakończył się zwycięstwem American League All-Stars 5–3. Spotkanie obejrzało 55 105 widzów.

## Wyjściowe składy
| American League | American League | American League | American League | National League | National League | National League | National League |
| #               | Zawodnik        | Klub            | Pozycja         | #               | Zawodnik        | Klub            | Pozycja         |
| --------------- | --------------- | --------------- | --------------- | --------------- | --------------- | --------------- | --------------- |
| 1               | Pete Runnels    | Red Sox         | 1B              | 1               | Johnny Temple   | Reds            | 2B              |
| 2               | Nellie Fox      | White Sox       | 2B              | 2               | Ken Boyer       | Cardinals       | 3B              |
| 3               | Ted Williams    | Red Sox         | LF              | 3               | Hank Aaron      | Braves          | RF              |
| 4               | Yogi Berra      | Yankees         | C               | 4               | Willie Mays     | Giants          | CF              |
| 5               | Mickey Mantle   | Yankees         | CF              | 5               | Ernie Banks     | Cubs            | SS              |
| 6               | Roger Maris     | Yankees         | RF              | 6               | Stan Musial     | Cardinals       | 1B              |
| 7               | Frank Malzone   | Red Sox         | 3B              | 7               | Wally Moon      | Dodgers         | LF              |
| 8               | Luis Aparicio   | White Sox       | SS              | 8               | Del Crandall    | Braves          | C               |
| 9               | Jerry Walker    | Orioles         | P               | 9               | Don Drysdale    | Dodgers         | P               |

| American League | 0 | 1 | 2 | 0 | 0 | 0 | 1 | 1 | 0 | 5 | 6 | 0 |
| National League | 1 | 0 | 0 | 0 | 1 | 0 | 1 | 0 | 0 | 3 | 6 | 3 |
| WP: Jerry Walker (1–0) LP: Don Drysdale (0–1) SV: Cal McLish (1) Home runy: AL: Frank Malzone (1), Yogi Berra (1), Rocky Colavito (1) NL: Frank Robinson (1), Jim Gilliam (1) |   |   |   |   |   |   |   |   |   |   |   |   |

## Składy
| Miotacze - Johnny Antonelli (6) - Lew Burdette (3) - Gene Conley (4) - Don Drysdale (2) - Don Elston (2) - Roy Face (2) - Sam Jones (2) - Vinegar Bend Mizell (2) - Warren Spahn (12) Łapacze - Smoky Burgess (4) - Del Crandall (7) - Hal Smith (3) |  | Wewnątrzpolowi - Ernie Banks (6) - Ken Boyer (3) - Orlando Cepeda (2) - Dick Groat (2) - Johnny Logan (4) - Eddie Mathews (7) - Bill Mazeroski (3) - Stan Musial (17) - Charlie Neal (1) - Frank Robinson (4) - Johnny Temple (4) Zapolowi - Hank Aaron (6) - Joe Cunningham (2) - Jim Gilliam (2) - Willie Mays (7) - Wally Moon (3) - Vada Pinson (2) |  | Menadżer - Fred Haney Trenerzy - John Fitzpatrick - Billy Herman |

| Miotacze - Bud Daley (2) - Ryne Duren (3) - Cal McLish (1) - Billy O'Dell (2) - Camilo Pascual (1) - Pedro Ramos (1) - Jerry Walker (1) - Hoyt Wilhelm (3) - Early Wynn (6) Łapacze - Yogi Berra (13) - Sherm Lollar (7) - Elston Howard (3) |  | Wewnątrzpolowi - Luis Aparicio (3) - Nellie Fox (10) - Harmon Killebrew (2) - Tony Kubek (2) - Frank Malzone (4) - Vic Power (4) - Bobby Richardson (2) - Pete Runnels (2) - Roy Sievers (4) Zapolowi - Bob Allison (1) - Rocky Colavito (2) - Al Kaline (6) - Mickey Mantle (9) - Roger Maris (1) - Minnie Miñoso (7) - Ted Williams (17) - Gene Woodling (1) |  | Menadżer - Casey Stengel Trenerzy - Frankie Crosetti - Cookie Lavagetto |

- W nawiasie podano liczbę powołań do All-Star Game.